# Championnats d'Amérique du Sud d'athlétisme 1926
Navigation
Édition précédente Édition suivante
Les 4e Championnats d'Amérique du Sud d'athlétisme ont eu lieu en 1926 à Montevideo.

## Résultats

### Hommes
| Épreuves                | Or                                     | Argent                                  | Bronze                                 |
| ----------------------- | -------------------------------------- | --------------------------------------- | -------------------------------------- |
| 100 mètres              | Eduardo Albe (ARG) 11 s 0              | Alberto Barucco (ARG) 11 s 2            | Juan Carlos Ure Aldao (ARG) ? s        |
| 200 mètres              | Eduardo Albe (ARG) 21 s 8 w            | Juan Carlos Ure Aldao (ARG) 22 s 0 w    | Roberto Genta (ARG) 22 s 1 w           |
| 400 mètres              | Federico Brewster (ARG) 50 s 0         | Ángel Prada (ARG) 50 s 4                | Guillermo Godoy (CHI) ? s              |
| 800 mètres              | Leopoldo Ledesma (ARG) 1 min 58 s 4    | Ernesto Medel (CHI) 2 min 00 s 0        | Víctor Moreno (CHI) ? min              |
| 1 500 mètres            | Leopoldo Ledesma (ARG) 4 min 11 s 0    | Víctor Moreno (CHI) 4 min 12 s 0        | Ernesto Medel (CHI) ? min              |
| 3 000 mètres            | Manuel Plaza (CHI) 8 min 51 s 4        | Pedro Pérez (CHI) 9 min 00 s 4          | Fernando Cicarelli (ARG) 9 min 12 s 8  |
| 5 000 mètres            | Manuel Plaza (CHI) 15 min 12 s 4       | Pedro Pérez (CHI) 15 min 40 s 2         | Fernando Cicarelli (ARG) 15 min 40 s 4 |
| 10 000 mètres           | Manuel Plaza (CHI) 31 min 54 s 0       | José Ribas (ARG) 32 min 48 s 2          | Juan Bravo (CHI) ? min                 |
| 110 mètres haies        | Valerio Vallanía (ARG) 15 s 6          | Alfredo Ugarte (CHI) 15 s 8             | César Tartaglia (URU) ? s              |
| 400 mètres haies        | Federico Brewster (ARG) 55 s 4         | Carlos Müller (CHI) 56 s 8              | Raúl Lafitte (URU) 56 s 8              |
| Saut en hauteur         | Valerio Vallanía (ARG) 1,85 m          | Carlos Patiño (athlétisme) (URU) 1,80 m | Atilio Vallanía (ARG) 1,80 m           |
| Saut à la perche        | Jorge Haeberli (ARG) 3,65 m            | Enrique Sansot (CHI) 3,50 m             | Máximo Virgolini (ARG) 3,50 m          |
| Saut en longueur        | Valerio Vallanía (ARG) 6,75 m          | Julio Moreno (CHI) 6,66 m               | H. Carvallo (CHI) 6,47 m               |
| Triple saut             | Luis Brunetto (ARG) 15,10 m            | Atilio Vicentini (ARG) 14,22 m          | Raúl Leal (URU) 13,42 m                |
| Lancer de poids         | Benjamín Acevedo (CHI) 13,07 m         | Custodio Seguel (CHI) 13,06 m           | Jorge Llobet Cullen (ARG) 12,59 m      |
| Lancer du disque        | Jorge Llobet Cullen (ARG) 38,46 m      | Pedro Elsa (ARG) 38,34 m                | David Martín Estévez (URU) 38,26 m     |
| Lancer du marteau       | Federico Kleger (ARG) 46,46 m          | Luis Romana (ARG) 44,84 m               | Ricardo Bayer (CHI) 43,77 m            |
| Lancer du javelot       | Carlos Maldonado (ARG) 51,93 m         | Juan Ahlers (URU) 48,63 m               | Custodio Seguel (CHI) 47,93 m          |
| Décathlon               | Valerio Vallanía (ARG) 5 937,57 points | Guillermo Newbery (ARG) 5 895,47 points | Erwin Gevert (CHI) 5 765,42 points     |
| Relais 4 × 100 mètres   | Argentine 43 s 2                       | Uruguay 43 s 6                          | Chili ? s                              |
| relais 4 × 400 mètres   | Argentine 3 min 25 s 2                 | Chili 3 min 30 s 0                      | seules 2 équipes ont concouru          |
| 3 000 mètres par équipe | Chili                                  | Argentine                               | Uruguay                                |
| Cross-country           | Manuel Plaza (CHI) 35 min 40 s 2       | A. Castillo (CHI) 36 min 39 s 0         | José Ribas (ARG) ? min                 |

### Femmes
Les épreuves féminines ne débuteront pas avant 1939.

## Tableau des médailles
| Rang | Nation | Or | Argent | Bronze | Total |
| ---- | ------ | -- | ------ | ------ | ----- |
| 1    | ARG    | 17 | 9      | 8      | 34    |
| 2    | CHI    | 6  | 11     | 9      | 26    |
| 3    | URU    | 0  | 3      | 5      | 8     |

L'Argentine marque donc 86 points, le Chili 44 points et l'Uruguay 8.